# Sozialgericht Münster

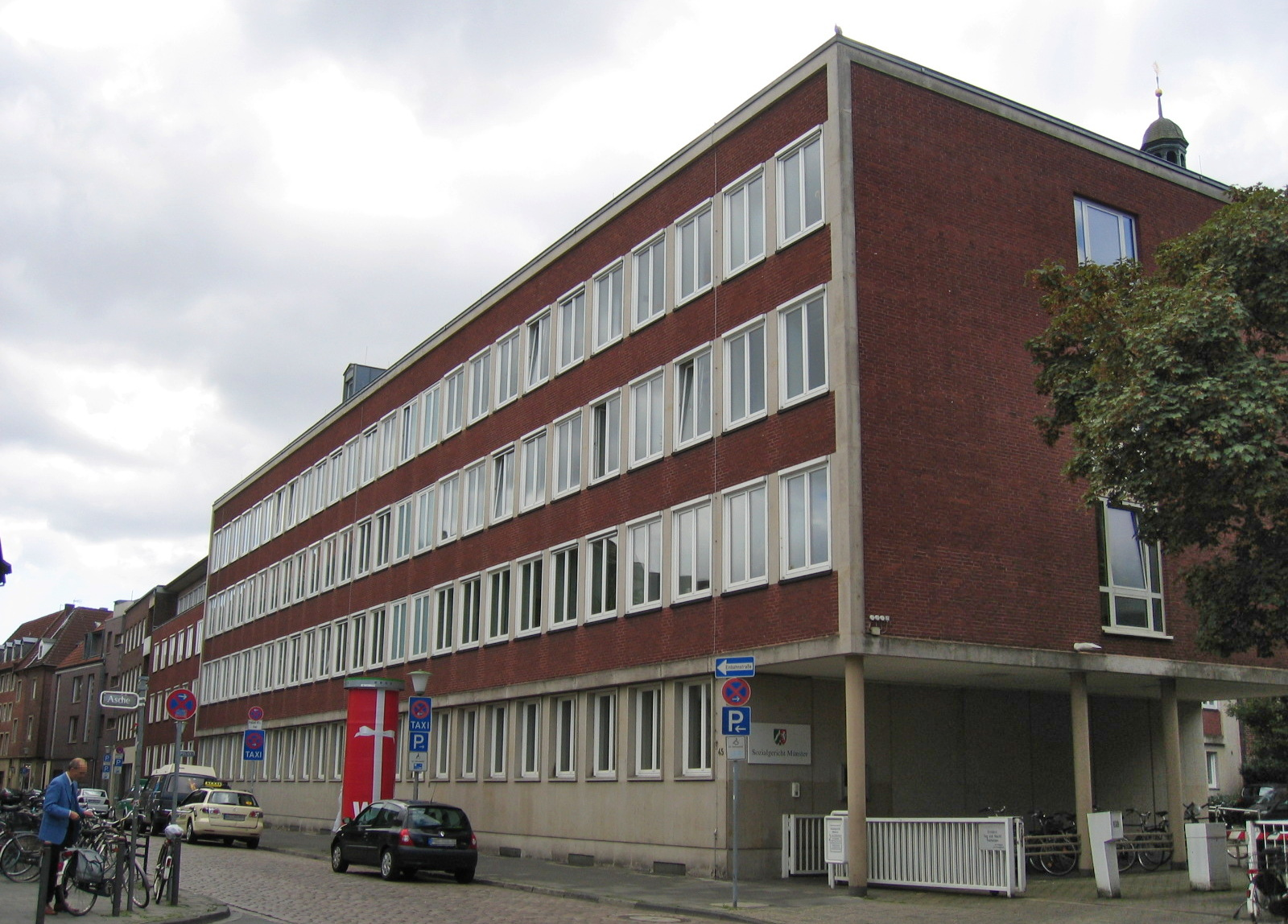
Gerichtsgebäude (2006)

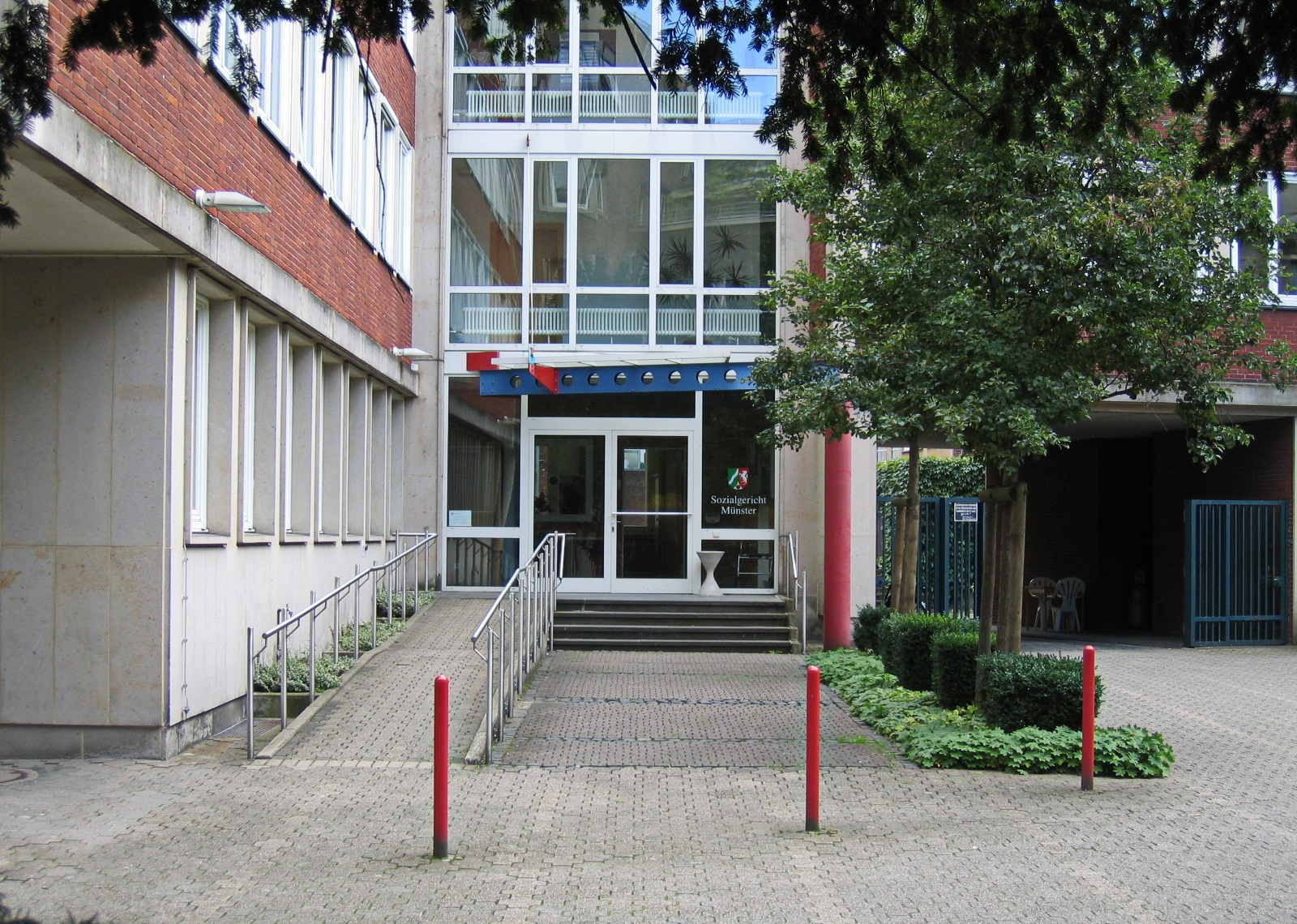
Eingangsbereich (2006)

Das Sozialgericht Münster mit Sitz in der westfälischen Stadt Münster ist ein Gericht der Sozialgerichtsbarkeit und eines von acht Sozialgerichten in Nordrhein-Westfalen. Es besteht seit dem Inkrafttreten des Sozialgerichtsgesetzes im Jahre 1954. An ihm sind insgesamt 16 Kammern eingerichtet. Pro Jahr werden rund 5000 Fälle von den 14 Richtern und 45 weiteren Angestellten abgearbeitet.

## Gerichtsbezirk
Der Gerichtsbezirk entspricht weitestgehend dem des Landgerichts Münster und umfasst somit die Kreise Borken, Coesfeld, Steinfurt und Warendorf sowie die kreisfreie Stadt Münster. Es ist somit für rund 1.586.000 Einwohner zuständig. Das Sozialgericht Münster hält in Ahaus, Beckum, Bocholt, Borken und Rheine Gerichtstage ab.

## Gerichtsgebäude
Das Gebäude des Sozialgerichts Münster befindet sich innerhalb Münsters Altstadt am Alten Steinweg 45, direkt gegenüber dem denkmalgeschützten Kiffe-Pavillon.

## Übergeordnete Gerichte
Unmittelbar übergeordnete Instanz ist das Landessozialgericht Nordrhein-Westfalen in Essen. Revisionsinstanz ist das Bundessozialgericht in Kassel.